# Traun (fiume)
La Traun è un fiume dell'Austria tributario di destra del Danubio. Il corso del fiume tocca le regioni del Salzkammergut, del Traunviertel ed il lago di Hallstatt così come il Traunsee, un altro lago che si trova accanto alla città di Gmunden. Lungo il percorso del fiume si trovano tra l'altro le città di Bad Aussee, Hallstatt, Bad Ischl, Gmunden, Wels, Traun e Linz.
Il fiume dà il proprio nome alla regione del Traunviertel.

## Percorso

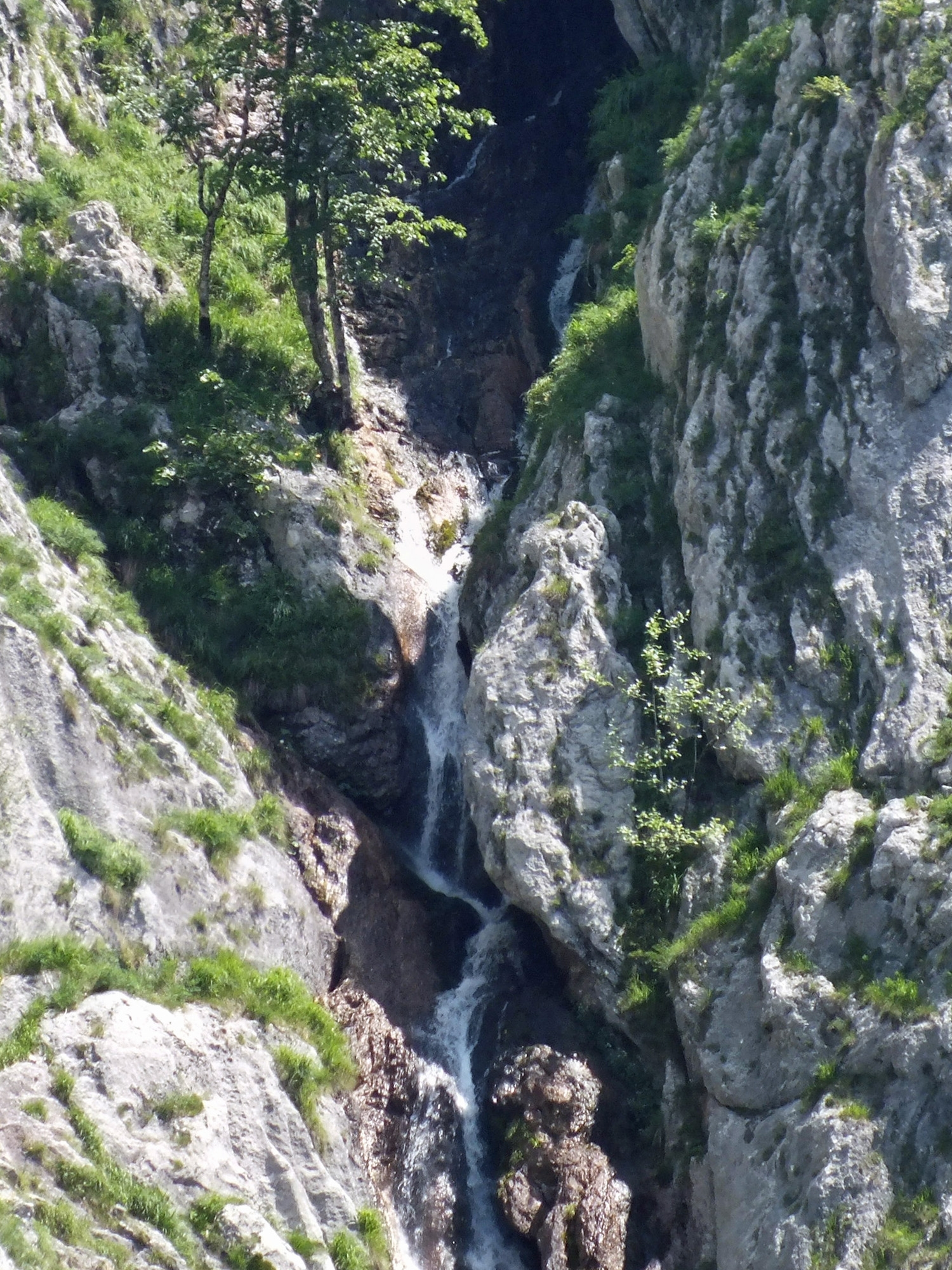
La sorgente della Traun al di sopra del Kammersee

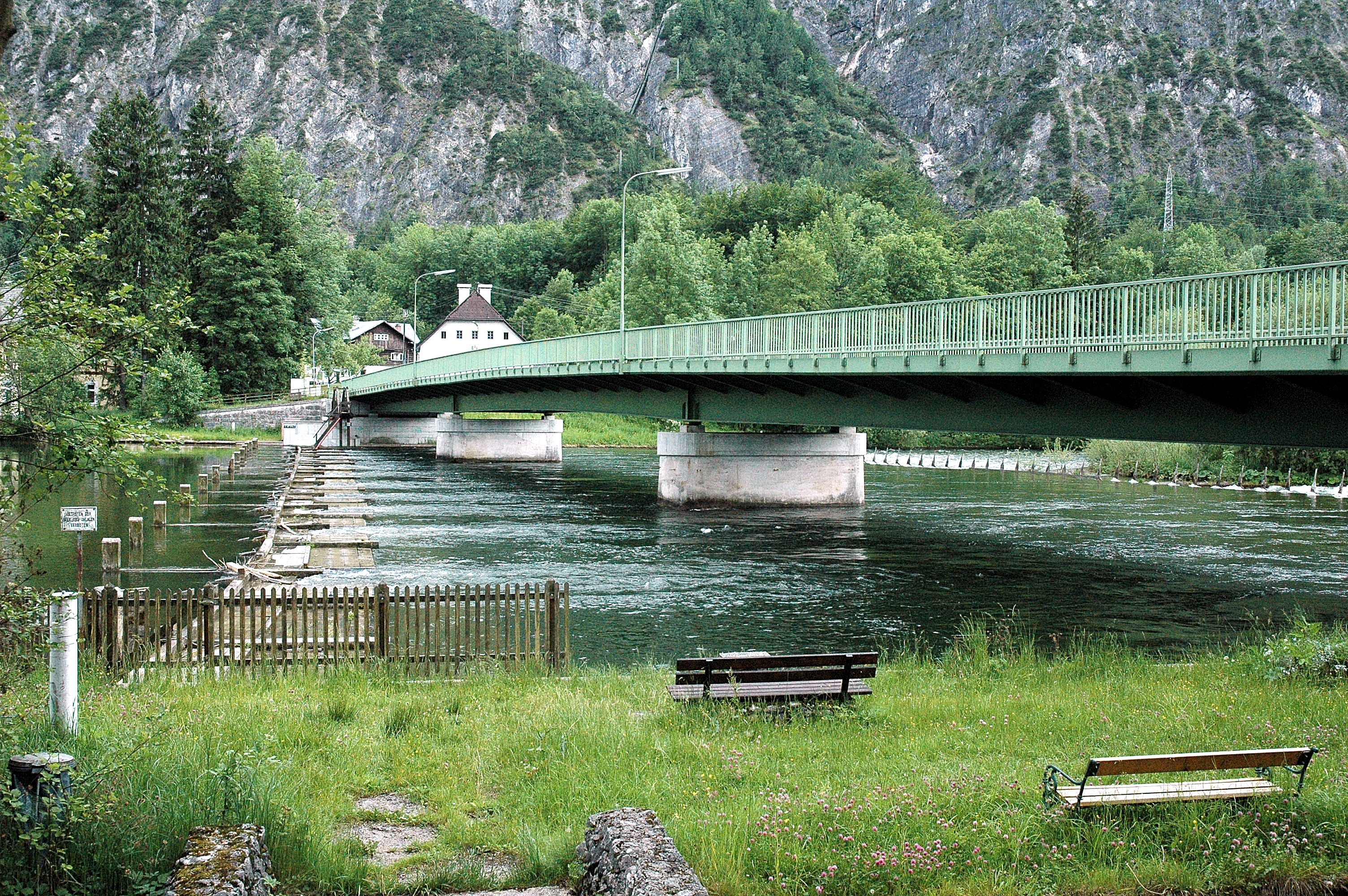
Ponte sulla Traun all'uscita del lago di Hallstatt.

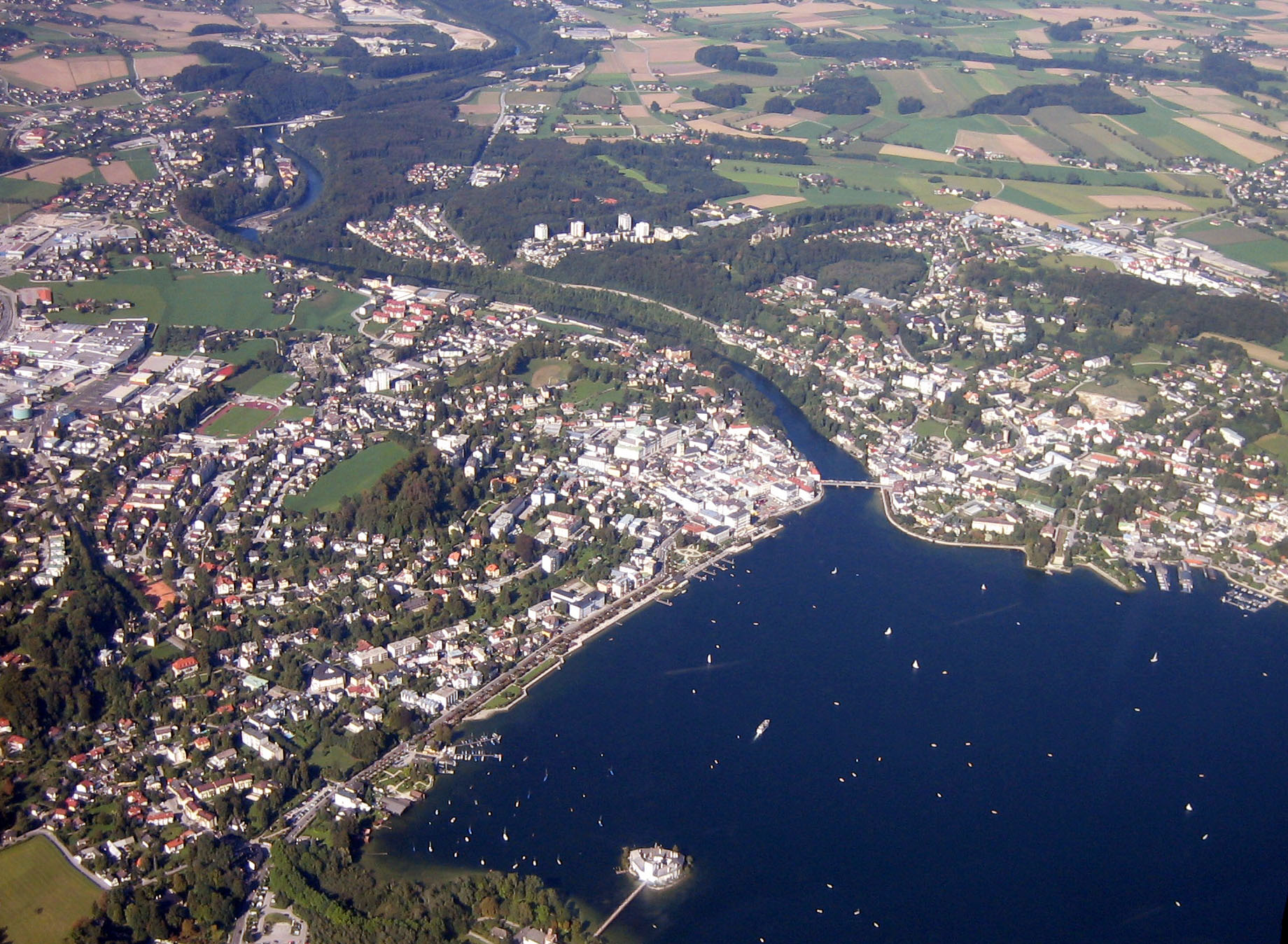
La Traun dal lago Traun

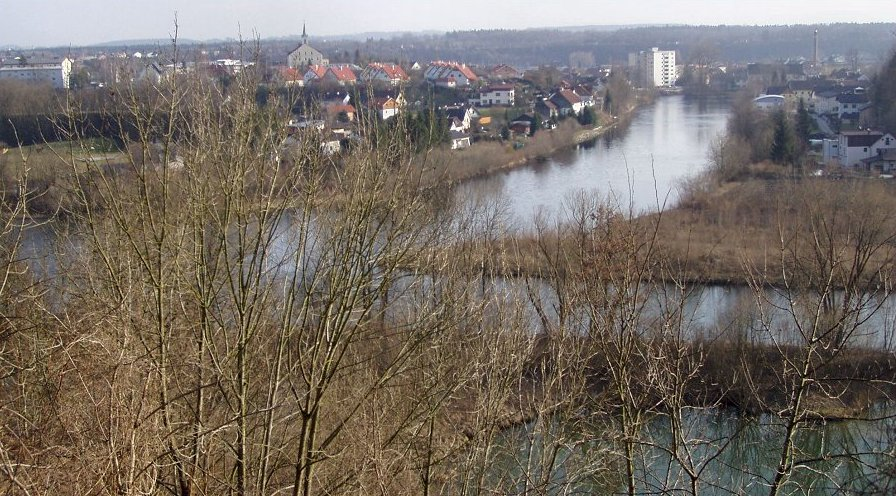
Confluenza della Ager (a destra) nella Traun

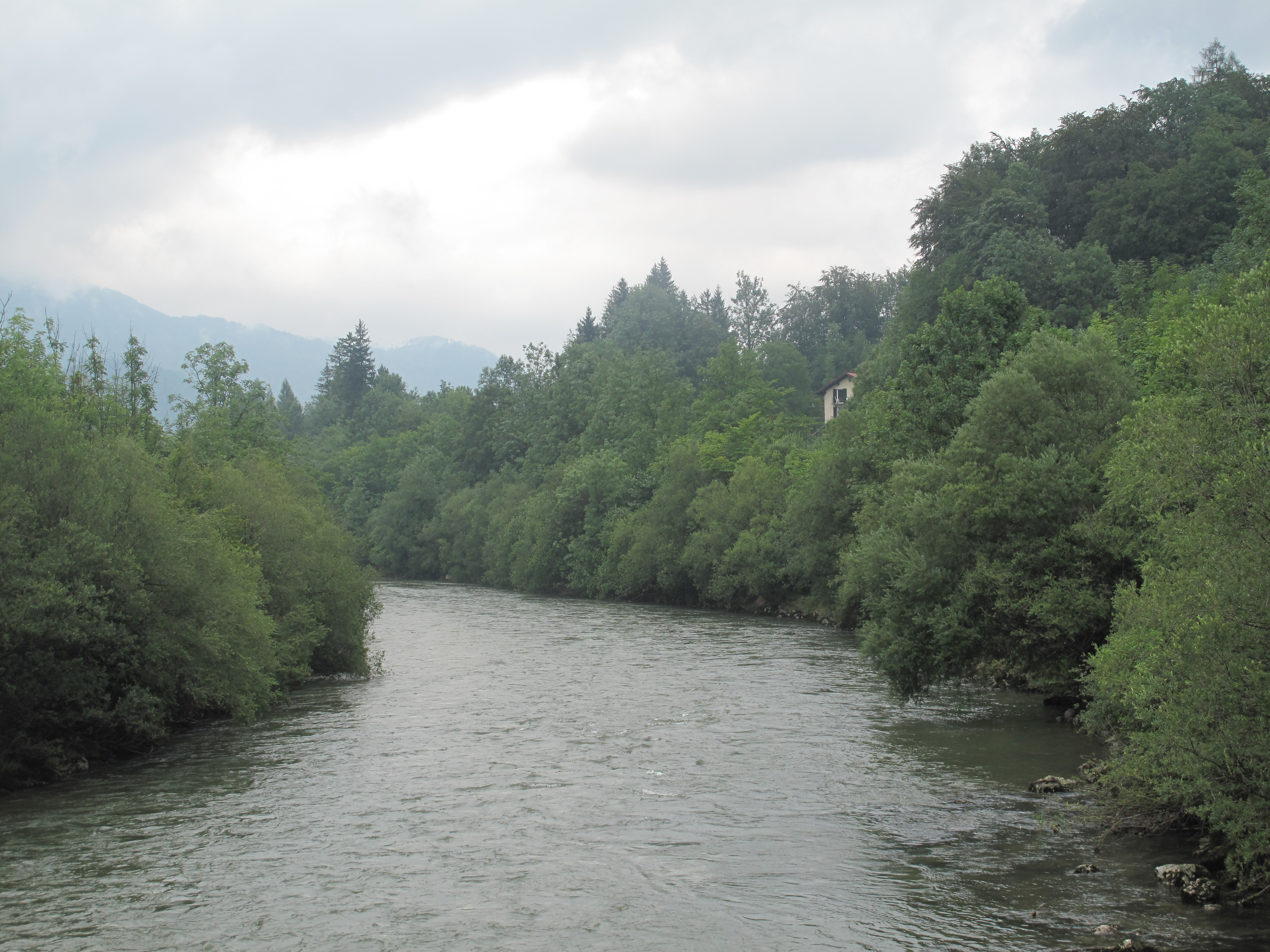
La Traun presso Lauffen

La Traun nasce nella Stiria sui Monti Totes, con il nome di "Grundlseer Traun" da una sorgente, la Traunursprung, dietro il Kammersee, attraversa il lago Toplitz e infine il lago Grundlsee. Tra i laghi Toplitz e Grundlsee il fiume prende il nome di "Toplitz" o "Toplitzbach".
A Bad Aussee la "Grundlseer Traun" si unisce alla "Altausseer Traun" (dall'omonimo lago) e diventa anche "Badausseer Traun", ufficialmente chiamata "Vereinigte Traun" (Traun unita)
Poco dopo, presso Unterkainisch, scorre il "Kainischtraun" (come "Ödensee Traun" dall'Ödensee e "Riedlbach-Traun" da Hochmühleck) e di qui si chiama "Koppentraun". Questo bacino superiore (senza l'Ödensee) è la Ausseerland, parte settentrionale della Salzkammergut della Stiria. La "Koppentraun" scorre verso ovest attraverso una gola con il passo di Koppen e un collegamento ferroviario, fino a che presso il massiccio Dachstein gira verso nord e alimenta il lago di Hallstatt.
Solo come emissario del lago di Hallstatt, prende finalmente il nome di Traun. Essa attraversa a metà del suo corso, all'inizio chiamato "Traun di Goisern", l'interno dello Salzkammergut e Bad Ischl, dove riceve la acque della Ischler, uscenti dal Wolfgangsee, prendendo il nome di "Ebenseer Traun", e mantiene la direzione nordest. Scorre quindi lungo alla Höllengebirge e presso Ebensee entra nel Traunsee, sul monte Traunstein. Dopo l'uscita dal lago, nel territorio di Gmunden, prende anche il nome di "Gmundner Traun", e lascia i monti del Salzkammergut per entrare nelle prealpi.
Presso Stadl-Paura riceve le acque della Ager dallo Attersee, il suo maggior affluente,  scorre lungo Wels e passa tangente alla città di Traun. Ai confini fra Ansfelden e Linz vi è un grosso bacino di raccolta d'acqua che attraverso un canale alimenta la centrale idroelettrica di Kleinmünchen. 
La Traun sfocia nel Danubio nel territorio di un quartiere di Linz, Ebelsberg.

## Affluenti
(da monte a valle)
Sinistra orografica: 
- Waldbach, nel lago di Hallstatt presso Lahn
- Gosaubach, nel lago di Hallstatt
- Weißenbach, tra Bad Goisern e Lauffen
- Ischl, presso Bad Ischl
- Mitterweißenbach, presso Mitterweißenbach, tra Bad Ischl ed Ebensee
- Langbathbach, presso Ebensee
- Ager, in Stadl-Paura
- Schwaigerbach, in Lambach

Destra orografica:
- Zlambach, nel lago di Hallstatt presso Steeg
- Rettenbach, presso Bad Ischl
- Frauenweißenbach con Offenseebach dall'Offensee, nel quartiere di Ebenseer Langwies
- Rindbach, nel lago Traun, nel quartiere di Ebenseer Rindbach
- Wasserloser Bach, in Gmunden
- Alm, dopo Lambach, nel territorio comunale Fischlham
- Aiterbach, a Thalheim presso Wels
- Sipbach, presso Haid nel territorio comunale di Ansfelden
- Krems, nel quartiere di Linz di Ebelsberg